# Ustanička
Ustanička (en serbe cyrillique : Устаничка) est une rue de Belgrade, la capitale de la Serbie, située dans la municipalité urbaine de Voždovac. La rue constitue un important nœud de communication pour la circulation routière et les transports publics de la ville de Belgrade.

## Parcours

L'échangeur d'Autokomanda

La rue Ustanička commence au niveau du Bulevar Kralja Aleksandra (le « Boulevard du roi Alexandre »), l'une des artères les plus importantes de la capitale serbe. Elle emprunte une direction ouest-sud-ouest et traverse la rue Rebeke Vest, avant d'atteindre sa première intersection importante, un échangeur qui lui permet de rejoindre la rue Mihaila Todorovića. Elle arrive ensuite à un échangeur qui permet d'accéder à la rue Vojislava Ilića et à la route européenne E70, qui relie notamment la capitale serbe à la Croatie (vers l'ouest) et à la Roumanie (vers l'est). Ustanička croise ensuite les rues Rimska (à droite) et Ljermontova (à gauche) puis les rues Južnomoravske brigade (à gauche) et Vojvode Toze (à droite), traverse la rue Grčića Milenka, à partir de laquelle elle s'oriente vers le nord-ouest. Elle traverse la rue Kruševačka et croise les rues Ibarska (à droite), Milorada Bondžulića (à gauche). La rue atteint ensuite le grand échangeur d'Autokomanda qui permet d'accéder au Bulevar Franše D'Eperea, au Bulevar oslobođenja (le « Boulevard de la Libération »), au Južni bulevar (le « Boulevard du sud ») et à la route européenne E75 (l'autoroute Belgrade-Niš). L'échangeur d'Autokomanda et le Boulevard du Sud marquent le point d'aboutissement d'Ustanička.

## Caractéristiques
Le Tribunal spécial de Belgrade (en serbe : Specijalni sud u Beogradu) est situé au n° 29 de la rue.
L'école maternelle Čigra est située au n° 194A de la rue. L'école élémentaire Desanka Maksimović est située au n° 246 de la rue ; elle a été créée en 1964.
Le Centre culturel et sportif Šumice (en serbe : Centar za kulturu i sport Šumice), construit en 1973, est situé au n° 125A.
Les pharmacies Apoteka Šumice (au n° 127) et Apoteka Bratstvo i jedinstvo (au n° 194) font partie du groupe Apoteka Beograd.
Au n° 205 de la rue se trouve le marché de Konjarnik (en serbe : Pijaca Konjarnik). Un supermarché Maxi se trouve au n° 127, un autre au n° 189 ; le centre commercial de Konjarnik (Tržni centar Konjarnik) est situé à la même adresse. Un autre supermarché Maxi se trouve au n° 194.
L'Hôtel Srbija Beograd est situé au n° 127C de la rue.

## Transports publics
La rue Ustanička est desservie par la compagnie GSP Beograd, notamment par les lignes d'autobus 17 (Konjarnik – Zemun Gornji grad), 20 (Mirijevo III - Veliki Mokri Lug), 31 (Studentski trg – Konjarnik), 50 (Ustanička – Banovo brdo) et 308 (Šumice – Veliki Mokri Lug). Les lignes de minibus E1 (Ustanička – Blok 45) et E4 (Ustanička – Bežanijska kosa) ont leur terminus dans la rue.
Ustanička est un terminus pour les lignes d'autobus de GSP Beograd qui desservent certains faubourgs de Belgrade : lignes 302 (Ustanička – Grocka – Begaljica), 303 (Ustanička – Zaklopača), 304 (Ustanička – Ritopek), 305 (Ustanička – Boleč), 306 (Ustanička – Leštane – Bubanj Potok) et 307 (Ustanička – Vinča).
La ligne de trolleybus 14 (Ustanička - Banjica) possède un de ses terminus à Ustanička, tout comme les lignes de tramway 5 (Kalemegdan – Ustanička), 6 (Tašmajdan – Ustanička) et 7 (Ustanička - Blok 45). La ligne de trolleybus 19 (Studentski trg - Konjarnik) passe aussi dans la rue.